# راشتنشتاین
راشتنشتاین (به آلمانی: Rechtenstein) یک شهر در آلمان است که در الب-دانو-کریس واقع شده‌است. راشتنشتاین ۳۰۰ نفر جمعیت دارد.